# Gewerkschaft Trockenbau Ausbau
Die Gewerkschaft Trockenbau Ausbau (kurz GTA) war eine deutsche Gewerkschaft im Christlichen Gewerkschaftsbund.  Ihr letzter Vorsitzender war Peter Scholz, die Geschäftsstelle lag in Augsburg.
Über ihre Struktur und ihre Mitgliederzahl machte die GTA keine Angaben, so dass Zweifel an der Tariffähigkeit der GTA nicht ausgeräumt werden konnte. Ob die GTA eine Gewerkschaft im arbeitsrechtlichen Sinn war, wurde gerichtlich nicht überprüft.
Ein von der GTA in Tarifgemeinschaft mit der Gewerkschaft Deutscher Handels- und Industrieangestellten-Verband mit dem Arbeitgeberverband BIG Trockenbau – Bundesweite Interessengemeinschaft Trockenbau e.V. geschlossener Tarifvertrag, endete am 31. März 2008. Ein Anschlusstarifvertrag wurde nicht geschlossen.
Für Betriebe, die arbeitszeitlich überwiegend Trocken- und Montagebauarbeiten (z. B. Wand- und Deckeneinbau bzw.
-verkleidungen, Montage von Baufertigteilen), einschließlich des Anbringens von Unterkonstruktionen und Putzträgern ausführen, gelten die allgemeinverbindlichen Tarifverträge, die das Bauhandwerk und die Bauindustrie mit der Industriegewerkschaft Bauen Agrar Umwelt geschlossen haben.
Seit 2013 wird die GTA nicht mehr in der Liste der Einzelgewerkschaften des CGB geführt.